# 홍성민 (배우)
홍성민(洪性民, 1940년 5월 1일 ~ 2007년 11월 3일)은 대한민국의 배우이다. 본명은 홍성집이다.

## 생애
그는 강원도 홍천군 출신으로 현 영남대학교 정치학과에서 학사 학위를 취득하였다.
1964년 연극배우로 데뷔하였고 이듬해 1965년 MBC 문화방송 특채 성우로 데뷔하였다가 1976년 MBC 문화방송 특채 탤런트로 텔레비전 드라마 《사미인곡》에 텔레비전 연기자로 데뷔한 뒤, 다수의 영화와 드라마에서 다양한 인물을 연기하였다. 특히 전형적이면서도 강인한 대한민국의 아버지상을 연기해, 많은 사람들의 사랑을 받았다.
2000년 KBS 한국방송공사 드라마 《꼭지》가 종영된 이후 지병인 당뇨의 합병증으로 시력에 이상이 생겨 여러 차례 수술을 받았으나 2004년 8월에 시력을 완전히 잃고 시각장애인 1급으로 등록을 하게 되었다.
그 후 재활 훈련을 받아 재기에 성공했으며, 연극무대 및 영화를 통하여 연기활동을 펼치다가 2007년 11월 3일, 당뇨 합병증으로 타계했다. 향년 67세.

## 출연작
- 1976년《MBC》《예성강》
- 1976년《MBC》《달려라 삼총사》
- 1977년《MBC》《왜 그러지》 - 이연만 역
- 1977년《MBC》《빨간 능금이 열릴때까지》
- 1978년《MBC》《우주탐험대》
- 1979년《MBC》《최후의 증인》
- 1979년《MBC》《당신은 누구시길래》
- 1980년《MBC》《딸》
- 1981년《MBC》《제1공화국》 - 박헌영 역
- 1982년《MBC》《어제, 그리고 내일》
- 1983년《MBC》《당신의 초상》
- 1983년《MBC》《3840 유격대》
- 1984년《MBC》《사랑과 진실》- 전 사장 역
- 1984년《MBC》《조선왕조 오백년:설중매》 - 이현로 역
- 1985년 《MBC》《백발의 청춘》
- 1985년 《MBC》《영웅시대》
- 1985년 《MBC》《아! 내 고장》
- 1985년 《MBC》《조선왕조 오백년:풍란》 - 남곤 역
- 1985년 《에미》
- 1986년 《MBC》《조선왕조 오백년:회천문》 - 김제남 역
- 1987년《MBC》《산하》 - 곽영주 역
- 1987년《MBC》《인생화보》
- 1987년《MBC》《야호》
- 1988년《MBC》《그 겨울의 긴 계곡》
- 1988년《MBC》《내일 잊으리》 - 성현 부 역
- 1989년 《MBC》《황제를 위하여》
- 1989년 《MBC》《천사의 선택》 석범의 외할아버지 역
- 1989년《MBC》《서울 시나위》 - 기태 아버지 역
- 1989년《MBC》《타오르는 강》
- 1990년《MBC》《내친구 천사》 - 명구 아버지 역
- 1991년《MBC》《여명의 눈동자》
- 1992년《MBC》《사랑을 위하여》
- 1993년《KBS2》《일월》
- 1993년《MBC》《제3공화국》 - 이상철 역
- 1993년《KBS1》《당신이 그리워질 때》 - 장 노인 역
- 1994년《KBS1》《지붕 위의 남자》
- 1994년《KBS1》《대추나무 사랑걸렸네》 - 정세화의 아버지 역
- 1995년《SBS》《옥이이모》 상구의 아버지 역
- 1995년《KBS2》《바람의 아들》 - 최달근 역
- 1995년《KBS1》《찬란한 여명》 - 이홍장 역
- 1995년《KBS2》《오래된 집》
- 1995년《MBC》《제4공화국》 - 최계월
- 1996년《KBS2》《조광조》 김안로 역
- 1997년《MBC》《영웅반란》 - 나성계 역
- 1998년《KBS1》《왕과비》 - 이현로 역
- 2000년《KBS2》《꼭지》 - 김중섭 역